# Магистрала 57 на САЩ
Магистрала 57 на САЩ (на английски: United States Route 57) е пътна магистрала, част от Магистралната система на Съединените щати преминаваща през щата Тексас. Обща дължина 98,2 мили (158,0 km)..
Магистралата започва в центъра на град Ийгъл Пас, разположен в югозападната част на щата Тексас, на левия бряг на река Рио Гранде, на границата с Мексико. Насочва се на изток, минава през две малки градчета и завършва при 111 миля (178,6 km) на Междущатска магистрала 35.